# Kweekdravik
Kweekdravik (Bromopsis inermis subsp. inermis) is een vaste plant, die behoort tot de grassenfamilie (Gramineae of Poaceae). De plant komt van nature voor in Eurazië en is vandaar uit verspreid naar Noord-Amerika. In Nederland komt de plant voor in het rivierengebied. In Oost-Europa en Noord-Amerika wordt kweekdravik als voedergras gebruikt, omdat het een goede droogteresistentie heeft en ook goed tegen overstromingen kan.
De plant wordt 30-100 cm hoog, heeft lange wortelstokken en vormt een losse zode. De donkergroene, vlakke, 10-15 cm lange bladeren zijn 6-12 mm breed en in het jonge stadium ingerold. De bladeren zijn meestal kaal en de bladscheden verspreidt behaard met vrij lange haren. Het tongetje is 1,5 mm lang.
Kweekdravik bloeit in juni en juli met een rechtopstaande, 10-20 cm lange pluim, waarvan de takken vaak naar één zijde zijn gekeerd. De tot 3 cm lange aartjes zijn slank en hebben geen of zeer korte, (soms tot 3 mm lang), kafnaalden. Het onderste kroonkafje is 10-14,5 mm en het bovenste 12 mm lang. Het onderste kelkkafje is lang-eirond, aan de rugzijde afgerond en 8-10,5 mm lang, het bovenste drienervig en 7-8 mm lang.
Een aartje bestaat uit 6 tot 8 bloemen. De heldergele, een tot drie helmknoppen zijn tot 4,5 mm lang.
De vrucht is een graanvrucht.
De plant komt voor op droge, matig voedselrijke, liefst kalkhoudende grond in ruige bermen, tussen struikgewas en zandige rivierduinen.

## Plantensociologie
Kweekdravik is een kensoort van de kweekdravik-associatie.